# Juruti (ort)
Juruti är en ort i Brasilien.   Den ligger i kommunen Juruti och delstaten Pará, i den centrala delen av landet, 1 800 km nordväst om huvudstaden Brasília. Juruti ligger 25 meter över havet och antalet invånare är 13 333.
Terrängen runt Juruti är platt.
I omgivningarna runt Juruti växer i huvudsak städsegrön lövskog. Runt Juruti är det mycket glesbefolkat, med 4 invånare per kvadratkilometer.